# Hooverphonic

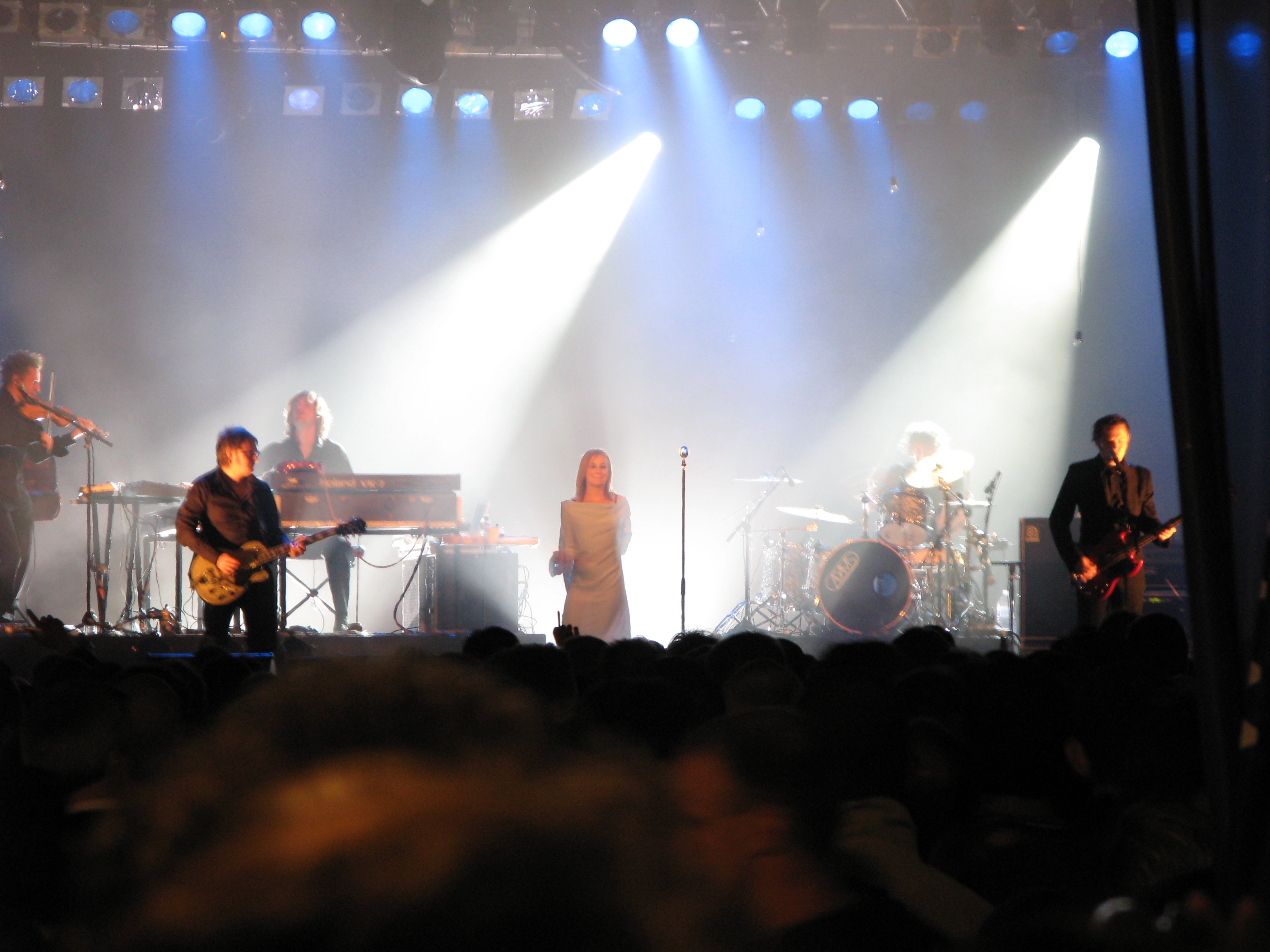
Hooverphonic (2007)

Hooverphonic ist eine seit 1995 bestehende belgische Trip-Hop-Band.

## Geschichte
Die Band nannte sich ursprünglich Hoover, änderte den Namen jedoch aufgrund der Existenz einiger anderer Bands gleichen Namens und, um Verwechslungen mit der Staubsaugerfirma Hoover zu vermeiden.
Sie erhielt einen Plattenvertrag bei Sony Music und veröffentlichte ihr Debütalbum A New Stereophonic Sound Spectacular 1996 in der Besetzung Liesje Sadonius (Gesang), Frank Duchêne (Keyboard), Alex Callier (Gitarre, Programmierung) und Raymond Geerts (Gitarre). Der Song 2 Wicky wurde im Soundtrack zum Film Gefühl und Verführung von Bernardo Bertolucci sowie im Soundtrack zum Film Ich weiß, was du letzten Sommer getan hast verwendet. 1997 waren sie auf Tournee in Europa (Vorprogramm von Beth Orton) und den USA (Vorprogramm von Fiona Apple).
Das zweite Album Blue Wonder Power Milk wurde, nachdem Sadonius die Band verlassen hatte, 1998 mit Geike Arnaert als neuer Sängerin aufgenommen. Der Song Renaissance affair wurde im Werbespot für den VW Käfer verwendet. Nach Veröffentlichung dieses Albums verließ auch Frank Duchêne die Band.
Der Song Visions (veröffentlicht auf der Bonus-CD ihres dritten Albums The Magnificent Tree) wurde bei der Eröffnungsfeier der Fußball-Europameisterschaft 2000 in Belgien gespielt. 2001 waren sie Headliner beim Musikfestival Rock Werchter.
2002 nahm die Band das Konzeptalbum Hooverphonic presents Jackie Cane auf, das den Aufstieg und Absturz der fiktiven Sängerin Jackie Cane beschreibt.
2003 nahm die Band in einer Theater-Halle (Ausnahme: 2 neue Studio-Tracks) ein Livealbum mit einem Orchester auf, jedoch ungewöhnlicherweise ohne Publikum. Das Album erschien unter dem Namen Sit down and listen to Hooverphonic: The live Theater Recordings. Als Single wurde der Song The last thing I need is you ausgekoppelt.
Im August 2005 erschien die erste Single Wake Up, im November die zweite Single You hurt me! aus dem neuen Album in Belgien. Ebenfalls im November kam das Album in Belgien auf den Markt, im Rest von Europa erschien es erst im Januar 2006. Dieses Mal veröffentlichte die Band zwei Versionen des Albums, More Sweet Music, mit klassischen Instrumenten und No More Sweet Music, das die gleichen Songs in elektronischen Versionen enthält. Weil die Band mit der Promotion und vor allem wegen der Vertriebsprobleme des Albums außerhalb Belgiens unzufrieden war, wurde der Vertrag mit Warner Music nicht weitergeführt. Ebenso wurde ein Weiterbestehen der Band bei einem anderen Label nicht bestätigt.
Das Album The President of the LSD Golf Club wurde in Belgien im Herbst 2007 beim Label Tracks veröffentlicht, in anderen Ländern erschien es im März 2008.
Sängerin Geike Arnaert stieg Ende 2008 aus der Band aus, worauf die verbliebenen beiden Bandmitglieder mittels ihrer Webseite eine neue Sängerin beziehungsweise einen neuen Sänger suchten.
Am 29. Oktober 2010 kündigten Hooverphonic ihre neue Single The Night Before auf ihrer Webseite an. Der Videoclip zeigt vierzehn mögliche Sängerinnen, aber nur eine von ihnen, Noémie Wolfs, erwies sich als die echte Nachfolgerin von Geike Arnaert. Am 4. November 2010 wurde sie auf De Laatste Show in der VRT (flämisch öffentlich-rechtliche Rundfunkanstalt) präsentiert. Das neue Album erschien Ende November 2010. Nach zwei weiteren Studio- und einem Livealbum verließ auch Wolfs im März 2015 die Band. Für das 2016 erschienene Album In Wonderland wurden daraufhin verschiedene Gastsänger verpflichtet.
Im Jahr 2018 trat die zu dem Zeitpunkt siebzehnjährige Luka Cruysberghs den Posten der Sängerin in der Band an. Sie hatte zuvor die flämische Version der Castingshow The Voice gewonnen. Im April 2018 erschien beim Label UMG die Single Romantic, die bis auf Platz 14 der flämischen Charts kam.

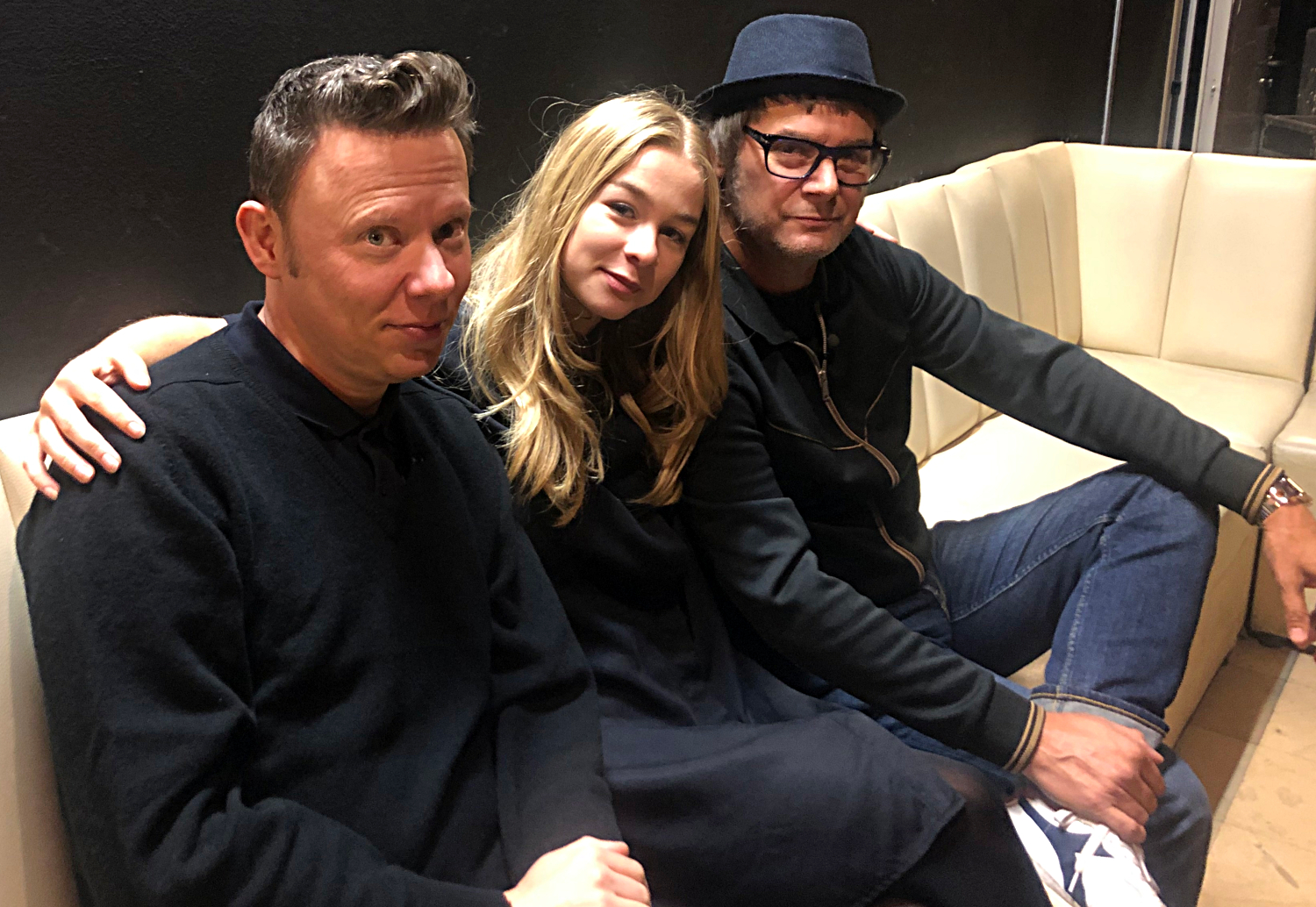
Hooverphonic mit Luka Cruysberghs (2019)

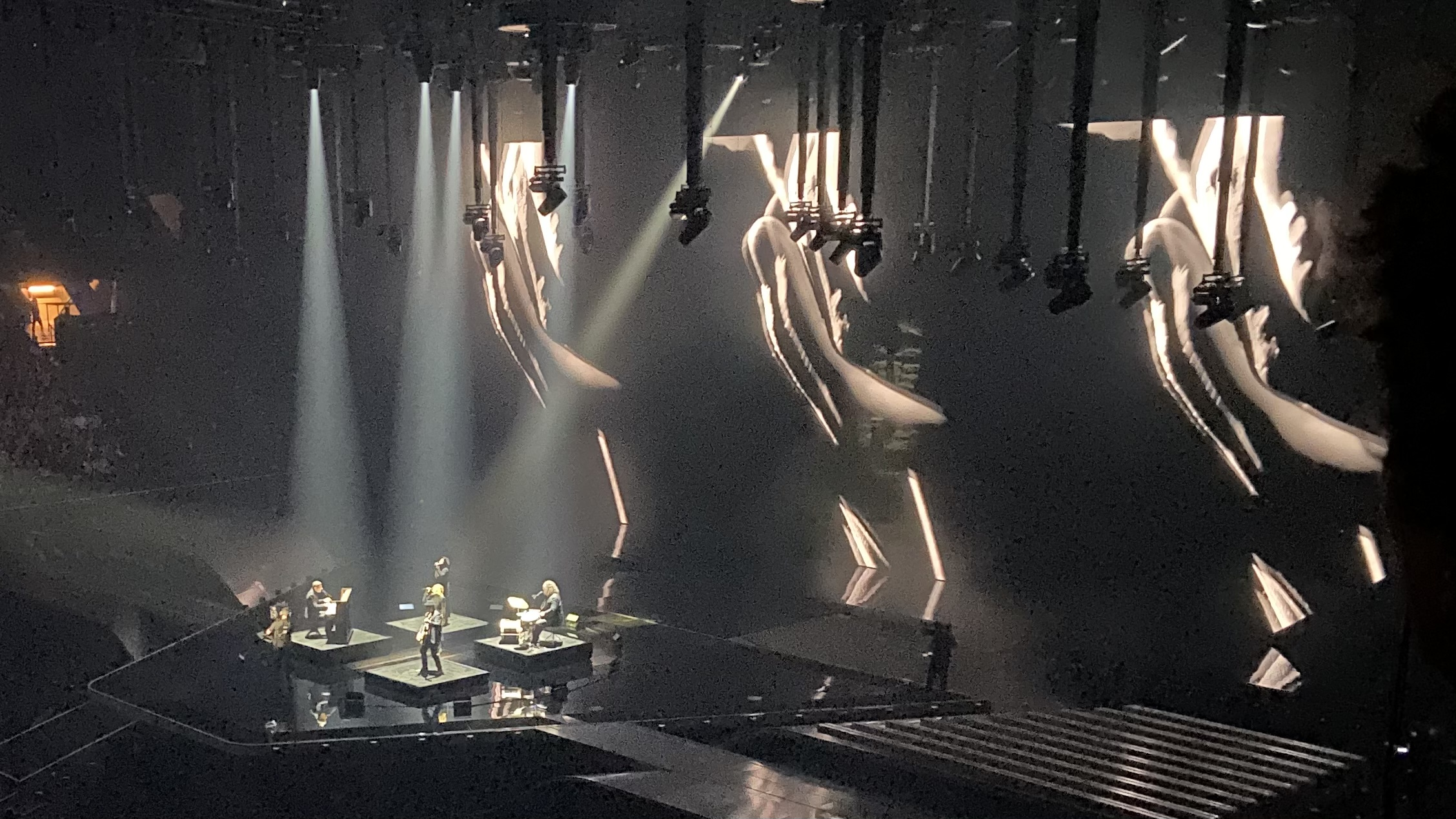
Auftritt in der Jury-Show des ersten Halbfinales des Eurovision Songcontests 2021

Am 1. Oktober 2019 wurden sie von der flämischen Rundfunkanstalt VRT als Vertreter Belgiens beim Eurovision Song Contest 2020 in Rotterdam ausgewählt. Belgien gab als erstes Teilnehmerland seinen Interpreten bekannt. Am 18. März 2020 musste der Wettbewerb jedoch aufgrund der COVID-19-Pandemie abgesagt werden. Bei der Ersatzveranstaltung Eurovision: Europe Shine a Light am 16. Mai beteiligten sich Hooverphonic als einzige nicht an dem von allen anderen Teilnehmern zusammen vorgetragenen Song Love Shine a Light, was der Band in sozialen Medien viel Kritik einbrachte. Alex Callier begründete die Absage damit, dass er das Lied für den Anlass „zu klebrig“ fand und nur dann über eine Mitwirkung nachgedacht hätte, wenn alle Einnahmen daraus für wohltätige Zwecke gespendet worden wären. Am 9. November 2020 wurde bekannt, dass die langjährige Sängerin Geike Arnaert zur Band zurückkehrt, um Luka Cruysberghs zu ersetzen. Ein bereits mit Cruysberghs aufgenommenes Album erschien vorerst nicht. Die Band durfte beim Eurovision Song Contest 2021 wieder für Belgien an den Start gehen. Sie erreichten das Finale, wo sie schließlich den 19. Platz belegten.

## Besetzung

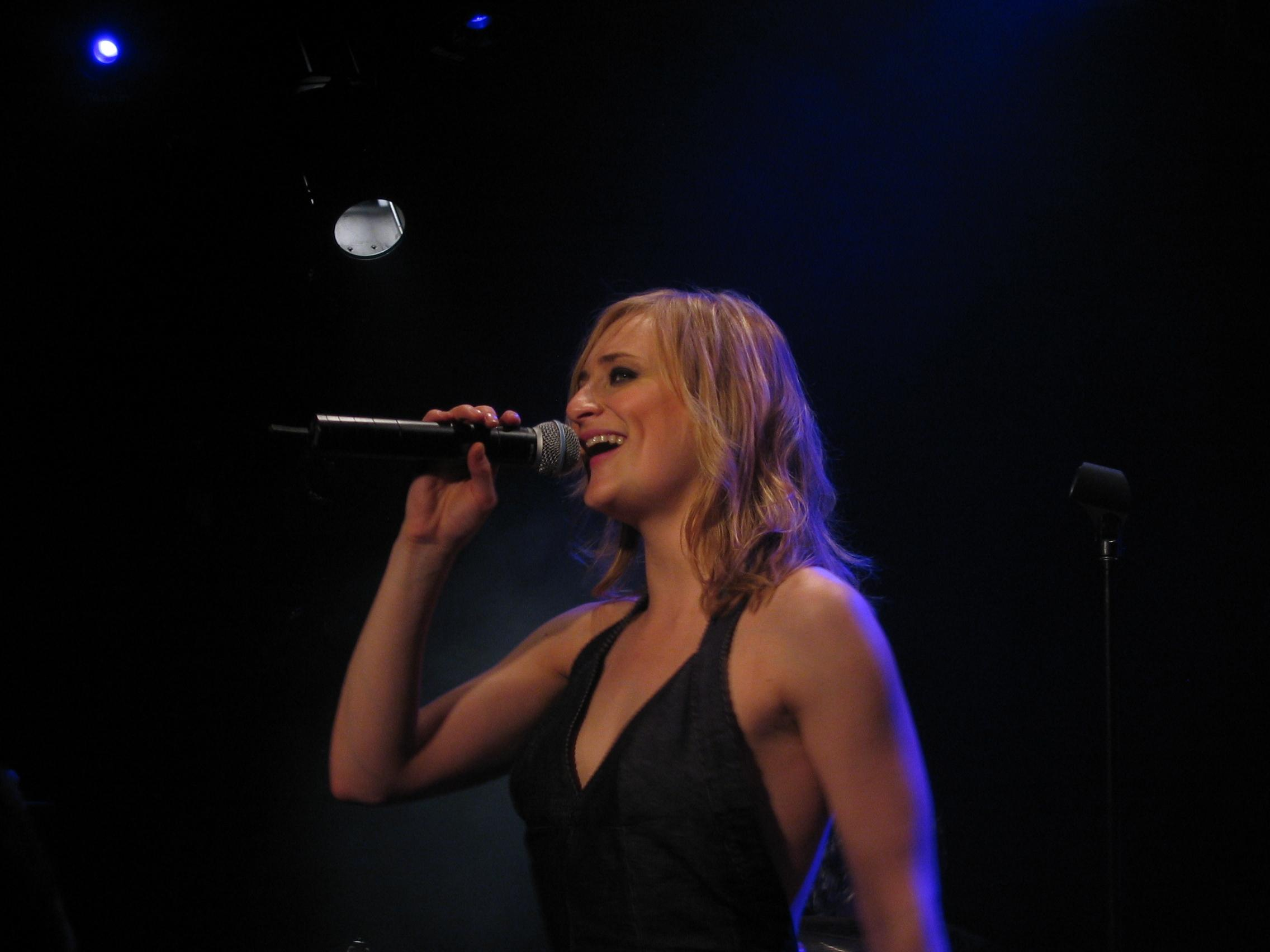
Geike Arnaert

## Diskografie

### Studioalben
| Jahr | Titel                                | Höchstplatzierung, Gesamtwochen, AuszeichnungChartplatzierungen (Jahr, Titel, Platzierungen, Wochen, Auszeichnungen, Anmerkungen) | Höchstplatzierung, Gesamtwochen, AuszeichnungChartplatzierungen (Jahr, Titel, Platzierungen, Wochen, Auszeichnungen, Anmerkungen) | Höchstplatzierung, Gesamtwochen, AuszeichnungChartplatzierungen (Jahr, Titel, Platzierungen, Wochen, Auszeichnungen, Anmerkungen) | Anmerkungen                                                |
| Jahr | Titel                                | CH | BEF | BEW | Anmerkungen                                                |
| ---- | ------------------------------------ | --- | --- | --- | ---------------------------------------------------------- |
| 1996 | A New Stereophonic Sound Spectacular | — | BEF17 (13 Wo.)BEF | BEW32 (12 Wo.)BEW | Erstveröffentlichung: 29. Juli 1996 als Hoover             |
| 1998 | Blue Wonder Power Milk               | — | BEF7 (14 Wo.)BEF | BEW32 (9 Wo.)BEW | Erstveröffentlichung: 11. Mai 1998                         |
| 2000 | The Magnificent Tree                 | — | BEF2 ×2Doppelplatin · (107 Wo.)BEF                                                                                                | BEW3 (40 Wo.)BEW | Erstveröffentlichung: 21. August 2000 Verkäufe: + 60.000   |
| 2002 | Hooverphonic Presents Jackie Cane    | — | BEF1 Platin · (34 Wo.)BEF | BEW2 (23 Wo.)BEW | Verkäufe: + 30.000                                         |
| 2005 | No More Sweet Music                  | CH99 (1 Wo.)CH | BEF2 Gold · (31 Wo.)BEF | BEW6 (24 Wo.)BEW | Erstveröffentlichung: 14. November 2005 Verkäufe: + 15.000 |
| 2007 | The President of the LSD Golf Club   | CH99 (1 Wo.)CH | BEF4 Gold · (26 Wo.)BEF | BEW8 (25 Wo.)BEW | Erstveröffentlichung: 8. Oktober 2007 Verkäufe: + 15.000   |
| 2010 | The Night Before                     | — | BEF2 Platin · (48 Wo.)BEF | BEW9 (48 Wo.)BEW | Erstveröffentlichung: 29. November 2010 Verkäufe: + 20.000 |
| 2013 | Reflection                           | — | BEF1 Platin · (61 Wo.)BEF | BEW6 (61 Wo.)BEW | Erstveröffentlichung: 15. November 2013 Verkäufe: + 20.000 |
| 2016 | In Wonderland                        | — | BEF1 Gold · (47 Wo.)BEF | BEW2 (48 Wo.)BEW | Erstveröffentlichung: 18. März 2016 Verkäufe: + 10.000     |
| 2018 | Looking for Stars                    | — | BEF4 Gold · (21 Wo.)BEF | BEW20 (18 Wo.)BEW | Erstveröffentlichung: 16. November 2018 Verkäufe: + 10.000 |
| 2021 | Hidden Stories                       | — | BEF1 (15 Wo.)BEF | BEW2 (11 Wo.)BEW | Erstveröffentlichung: 7. Mai 2021                          |
| 2024 | Fake Is the New Dope                 | — | BEF4 (8 Wo.)BEF | BEW17 (5 Wo.)BEW | Erstveröffentlichung: 22. März 2024                        |

### Livealben
| Jahr | Titel                                                             | Höchstplatzierung, Gesamtwochen, AuszeichnungChartplatzierungen (Jahr, Titel, Platzierungen, Wochen, Auszeichnungen, Anmerkungen) | Höchstplatzierung, Gesamtwochen, AuszeichnungChartplatzierungen (Jahr, Titel, Platzierungen, Wochen, Auszeichnungen, Anmerkungen) | Höchstplatzierung, Gesamtwochen, AuszeichnungChartplatzierungen (Jahr, Titel, Platzierungen, Wochen, Auszeichnungen, Anmerkungen) | Anmerkungen                                               |
| Jahr | Titel                                                             | CH | BEF | BEW | Anmerkungen                                               |
| ---- | ----------------------------------------------------------------- | --- | --- | --- | --------------------------------------------------------- |
| 2003 | Sit Down and Listen to Hooverphonic – The Live Theater Recordings | CH93 (1 Wo.)CH | BEF4 Gold · (45 Wo.)BEF | BEW12 (14 Wo.)BEW | Verkäufe: + 15.000                                        |
| 2012 | Hooverphonic with Orchestra Live                                  | — | BEF1 Gold · (40 Wo.)BEF | BEW11 (32 Wo.)BEW | Erstveröffentlichung: 29. Oktober 2012 Verkäufe: + 10.000 |

### Kompilationen
| Jahr | Titel                       | Höchstplatzierung, Gesamtwochen, AuszeichnungChartplatzierungen (Jahr, Titel, Platzierungen, Wochen, Auszeichnungen, Anmerkungen) | Höchstplatzierung, Gesamtwochen, AuszeichnungChartplatzierungen (Jahr, Titel, Platzierungen, Wochen, Auszeichnungen, Anmerkungen) | Anmerkungen                                                |
| Jahr | Titel                       | BEF | BEW | Anmerkungen                                                |
| ---- | --------------------------- | --- | --- | ---------------------------------------------------------- |
| 2006 | Singles ’96-’06             | BEF8 Platin · (27 Wo.)BEF | BEW22 (18 Wo.)BEW | Erstveröffentlichung: 20. November 2006 Verkäufe: + 20.000 |
| 2012 | Hooverphonic with Orchestra | BEF1 Platin · (38 Wo.)BEF | BEW5 (38 Wo.)BEW | Erstveröffentlichung: 9. März 2012 Verkäufe: + 20.000      |
| 2016 | The Best of Hooverphonic    | BEF3 (55 Wo.)BEF | BEW6 (41 Wo.)BEW | Erstveröffentlichung: 21. Oktober 2016                     |

### Boxsets
| Jahr | Titel                  | Höchstplatzierung, Gesamtwochen, AuszeichnungChartsChartplatzierungen (Jahr, Titel, Platzierungen, Wochen, Auszeichnungen, Anmerkungen) | Anmerkungen |
| Jahr | Titel                  | BEF | Anmerkungen |
| ---- | ---------------------- | --- | ----------- |
| 2012 | Hooverphonic Collected | BEF136 (3 Wo.)BEF |             |

### Singles
| Jahr | Titel Album                                              | Höchstplatzierung, Gesamtwochen, AuszeichnungChartplatzierungen (Jahr, Titel, Album, Platzierungen, Wochen, Auszeichnungen, Anmerkungen) | Höchstplatzierung, Gesamtwochen, AuszeichnungChartplatzierungen (Jahr, Titel, Album, Platzierungen, Wochen, Auszeichnungen, Anmerkungen) | Anmerkungen                                                                                               |
| Jahr | Titel Album                                              | BEF | BEW | Anmerkungen                                                                                               |
| --- | -------------------------------------------------------- | --- | --- | --- |
| 1999 | Eden Blue Wonder Power Milk                              | — | BEW12 (13 Wo.)BEW | Erstveröffentlichung: 10. Februar 1999                                                                    |
| 2000 | Mad About You The Magnificent Tree                       | BEF23 (14 Wo.)BEF | BEW35 (4 Wo.)BEW | Erstveröffentlichung: 26. Mai 2000                                                                        |
| 2002 | The World is Mine Hooverphonic Presents Jackie Cane      | BEF48 (1 Wo.)BEF | — | |
| 2002 | Sometimes Hooverphonic Presents Jackie Cane              | BEF36 (7 Wo.)BEF | — | |
| 2006 | You Hurt Me No More Sweet Music                          | BEF44 (2 Wo.)BEF | — | |
| 2007 | Expedition Impossible The President of the LSD Golf Club | BEF30 (4 Wo.)BEF | — | |
| 2010 | The Night Before                                         | BEF3 Platin · (24 Wo.)BEF | BEW5 (24 Wo.)BEW | Erstveröffentlichung: 25. Oktober 2010 Verkäufe: + 20.000                                                 |
| 2011 | Anger Never Dies The Night Before                        | BEF5 Gold · (13 Wo.)BEF | BEW22 (12 Wo.)BEW | Erstveröffentlichung: 7. März 2011 Verkäufe: + 25.000                                                     |
| 2011 | One Two Three The Night Before                           | BEF48 (1 Wo.)BEF | — | Erstveröffentlichung: 13. Juni 2011                                                                       |
| 2012 | Happiness Hooverphonic with Orchestra                    | BEF40 (3 Wo.)BEF | — | Erstveröffentlichung: 13. Februar 2012                                                                    |
| 2012 | Unfinished Sympathy Hooverphonic with Orchestra          | BEF27 (7 Wo.)BEF | — | Erstveröffentlichung: 21. Mai 2012                                                                        |
| 2013 | Amalfi Reflection                                        | BEF4 Platin · (25 Wo.)BEF | BEW5 (31 Wo.)BEW | Erstveröffentlichung: 20. September 2013 Verkäufe: + 20.000                                               |
| 2015 | Badaboum In Wonderland                                   | BEF3 Gold · (21 Wo.)BEF | BEW7 (19 Wo.)BEW | Erstveröffentlichung: 6. November 2015 Verkäufe: + 10.000                                                 |
| 2016 | I Like the Way I Dance In Wonderland                     | BEF23 (8 Wo.)BEF | BEW36 (6 Wo.)BEW | Erstveröffentlichung: 21. März 2016                                                                       |
| 2016 | Hiding in a Song In Wonderland                           | BEF35 (3 Wo.)BEF | — | Erstveröffentlichung: 17. Juni 2016                                                                       |
| 2016 | You The Best of Hooverphonic                             | BEF26 (10 Wo.)BEF | — | Erstveröffentlichung: 21. Oktober 2016                                                                    |
| 2018 | Romantic –                                               | BEF14 (18 Wo.)BEF | BEW19 (13 Wo.)BEW | Erstveröffentlichung: 20. April 2018                                                                      |
| 2018 | Uptight Looking for Stars                                | BEF17 (17 Wo.)BEF | BEW21 (14 Wo.)BEW | Erstveröffentlichung: 14. September 2018                                                                  |
| 2019 | Looking for Stars                                        | BEF35 (11 Wo.)BEF | — | Erstveröffentlichung: 12. April 2019                                                                      |
| 2020 | Release Me –                                             | BEF21 (6 Wo.)BEF | — | Erstveröffentlichung: 17. Februar 2020 belgischer Beitrag zum abgesagten Eurovision Song Contest 2020     |
| 2020 | Summer Sun –                                             | BEF39 (8 Wo.)BEF | — | Erstveröffentlichung: 12. Juni 2020                                                                       |
| 2020 | Mad About You 2020 –                                     | BEF50 (1 Wo.)BEF | — | Erstveröffentlichung: 13. November 2020                                                                   |
| 2021 | The Wrong Place Hidden Stories                           | BEF1 Platin · (15 Wo.)BEF | BEW27 (5 Wo.)BEW | Erstveröffentlichung: 5. März 2021 Verkäufe: + 20.000 belgischer Beitrag zum Eurovision Song Contest 2021 |
| Folgende Lieder erschienen nicht als Single, wurden aber durch das Album zum Download und Streaming bereitgestellt und konnten somit eine Platzierung erlangen: |                                                          | | | |
| |                                                          | | | |
| 2021 | Thinking About You Hidden Stories                        | BEF44 (2 Wo.)BEF | — | |
| 2021 | Lift Me Up Hidden Stories                                | BEF44 (1 Wo.)BEF | — | |

Weitere Singles
- 2000: Vinegar & Salt
- 2001: Out of Sight
- 2001: Jackie Cane
- 2003: One
- 2003: The Last Thing I Need Is You
- 2005: Wake Up
- 2006: Dirty Lenses
- 2007: Gentle Storm
- 2008: Circles
- 2011: Heartbroken
- 2012: Renaissance Affair
- 2012: George’s Café
- 2014: Ether
- 2014: Boomerang
- 2014: Gravity
- 2017: Deep Forest

### Gastbeiträge
| Jahr | Titel Album               | Höchstplatzierung, Gesamtwochen, AuszeichnungChartsChartplatzierungen (Jahr, Titel, Album, Platzierungen, Wochen, Auszeichnungen, Anmerkungen) | Anmerkungen                                                                                |
| Jahr | Titel Album               | BEF | Anmerkungen                                                                                |
| ---- | ------------------------- | --- | ------------------------------------------------------------------------------------------ |
| 2009 | Mijn leven Ne stap verder | BEF1 (9 Wo.)BEF | Erstveröffentlichung: 2. Februar 2009 Andy Sierens A.K.A. Vijvenveertig feat. Hooverphonic |

Weitere Gastbeiträge
- Shake the Disease (auf For the Masses – Depeche Mode Tribute US/UK-Version)

## Auszeichnungen für Musikverkäufe
| Goldene Schallplatte - Italien - 2011: für die Single Anger Never Dies |

Anmerkung: Auszeichnungen in Ländern aus den Charttabellen bzw. Chartboxen sind in ebendiesen zu finden.
| Land/RegionAuszeichnungen für Musikverkäufe (Land/Region, Auszeichnungen, Verkäufe, Quellen) | Gold     | Platin       | Verkäufe | Quellen     |
| -------------------------------------------------------------------------------------------- | -------- | ------------ | -------- | ----------- |
| Belgien (BRMA)                                                                               | 8× Gold8 | 10× Platin10 | 325.000  | ultratop.be |
| Italien (FIMI)                                                                               | Gold1    | —            | 15.000   | fimi.it     |
| Insgesamt                                                                                    | 9× Gold9 | 10× Platin10 |          |             |